# Wilhelm Matthäus Schmidt
Wilhelm Matthäus Schmidt (der zweite Vorname erscheint auch in der Schreibung Mathäus; * 21. Jänner 1883 in Wien; † 27. November 1936 ebenda) war ein österreichischer Physiker, Meteorologe, Klimatologe und Direktor der Zentralanstalt für Meteorologie und Geodynamik (ZAMG).

## Werdegang
Wilhelm Matthäus Schmidt wurde als Sohn des Historikers und Geographen Wilhelm Schmidt (1843–1924) und seiner Gattin Maria (1854–1939) geboren, absolvierte das Gymnasium und begann 1901 das Studium für Mathematik und Physik an der Universität Wien, wo er 1905 zum Dr. phil. promoviert wurde. Zu seinen Lehrern zählten Ludwig Boltzmann und Felix Maria von Exner-Ewarten, dessen Nachfolger er als Direktor der ZAMG werden sollte.
Von 1905 bis 1919 arbeitete er an der ZAMG in Wien, wo er zunächst als Assistent, später als Adjunkt und Sekretär tätig war. 1911 habilitierte er sich an der Universität Wien für Physik der Erde und wurde 1919 zum ordentlichen Professor für Meteorologie und Klimatologie an die Hochschule für Bodenkultur in Wien berufen. 1930 folgte er Felix Maria von Exner-Ewarten als Ordinarius für Physik der Erde an der Universität Wien und als Direktor der ZAMG nach.
Schmidt übte seine Funktionen bis zu seinem Tod im Jahre 1936 aus. Er war seit 1913 mit seiner Frau Gertrude verheiratet, in der er eine verständnisvolle Partnerin hatte. Wilhelm Matthäus Schmidt ist auf dem Heiligenstädter Friedhof in Wien begraben.

## Schmidts wissenschaftliches Werk
Schmidt entwickelte in Versuchsreihen neue Messmethoden und schuf dafür auch die instrumentellen Behelfe. Seine Versuche, die Entstehung des Böenkopfes und den Böenvorgang durch das Einfließen einer schweren Flüssigkeit unter eine leichtere anschaulich darzustellen, fanden große Beachtung. Er konstruierte zur Überprüfung dieser experimentell gefundenen Vorstellung in der freien Natur einen Variographen zur Aufzeichnung kleiner Druckschwankungen.
Seine bedeutendste wissenschaftliche Leistung lag in der quantitativen Erfassung des „Austausches“, der Wirkung der ungeordneten Bewegungen in Luft und Wasser. Für die dazu nötigen Beobachtungen entwickelte er die notwendigen neuen Behelfe und Methoden. Er fasste den Fragenkomplex in seinem Hauptwerk „Der Massenaustausch in freier Luft und verwandte Erscheinungen“ zusammen und wurde durch seine Erkenntnisse zu einem neuen Forschungsgebiet, dem Klein- und Mikroklima, hingeführt, das für Ozeanographie und Landwirtschaft bedeutsam ist. Er gründete ein engmaschiges Netz von Registrierstationen für Temperatur und Feuchtigkeit um die kleinräumigen Einwirkungen auf die lokalen klimatischen Besonderheiten unter dem Einfluss der Strahlungswirkung erfassen zu können. Das Ergebnis brachte wichtige neue Einblicke in mikroklimatische Unterschiede und deren Ursachen.
Er stellte meteorologische Feldversuche über Frostgefährdung und Frostschutz an und ließ mit technischen Einrichtungen ausgerüstete Autos durch die Stadt fahren, die zur Erfassung der Unterschiede im Stadtklima zu verschiedenen Tages- und Jahreszeiten Messungen vornahmen.
Schmidt widmete sich während seiner letzten Jahre auch der Biometeorologie und fasste in der letzten seiner 198 Publikationen gemeinsam mit E. Brezina die Beziehung zwischen Witterung und Befinden des Menschen sowie das in Form von Bekleidung, Wohnungs- und Stadtbau geschaffene künstliche Klima zusammen.
Er war selbst Ballonfahrer und beschäftigte sich, angeregt durch diese Tätigkeit, auch mit Problemen der Aerologie und der Flugwetterberatung. Über diese Themen hielt er später an der Universität zusätzliche Vorlesungen.
In der Zeit der Weltwirtschaftskrise machte er Österreich zum Land mit dem dichtesten meteorologischen Beobachtungsnetz und schuf durch seine bioklimatischen Untersuchungen die Grundlagen für eine naturwissenschaftlich-medizinische Disziplin, die in der Gegenwart immer mehr Beachtung findet.

## Publikationen (Auswahl)
- Dissertation: „Über eine Methode zur Bestimmung des adiabatischen Kompressionsmoduls von Flüssigkeiten“
- 1914: „Über das Wesen des Donners“ in den Sitzungsberichten der ÖAW, Nr. 123, S. 821–63
- 1915: „Der Einfluß d. Schmelzwärme auf d. Klima v. Wien“ in den Sitzungsberichten der ÖAW, Nr. 124, S. 517–66
- 1915: „Strahlung und Verdunstung an freien Wasserflächen“ in den Annalen der Hydrographie und maritimen Meteorologie, Nr. 43, S. 11–178
- 1917: „Der Massenaustausch bei der ungeordneten Strömung in freier Luft und seine Folgen“, in den Sitzungsberichten der ÖAW, Nr. 126, S. 757–804
- 1918: „Messungen des Staubkerngehaltes der Luft am Rande einer Großstadt“, in Meteorologische Zeitschrift, S. 281–85
- 1918: „Über die Verteilung radioaktiver Gase in der freien Atmosphäre“, in Physikalische Zeitschrift, Nr. 19, S. 109–14 (mit Victor Franz Hess)

## Mitgliedschaften
- 1919: Deutsche Akademie der Naturforscher Leopoldina[1]
- 1920: Vorsitzender des Sonnblickvereins (Eigentümer des Observatoriums Sonnblick)
- 1928: Österreichische Akademie der Wissenschaften
- 1930: Kaiser-Wilhelm-Gesellschaft zur Förderung der Wissenschaften
- 1930: Leiter des Sonnblickvereins
- Ehrenmitglied mehrerer ausländischer meteorologischer Gesellschaften